# Brooklyn 2000
Brooklyn 2000 ist ein Jazzalbum von Jay Clayton. Die am 16. und 17. September 2000 im Peter Karl Recording Studio im namensgebenden New Yorker Stadtteil Brooklyn entstandenen Aufnahmen erschienen am 26. Juni 2001 auf Sunnyside Records.

## Hintergrund
Beginnend mit dem Duoalbum Beautiful Love mit dem Pianisten Fred Hersch startete die Sängerin Jay Clayton Mitte der 1990er-Jahre eine Kooperation mit dem Label Sunnyside; 1997 folgte das Album Circle Dancing, produziert von Wayne Horvitz.
Bei ihrer nächsten Produktion für Sunnyside wurde Jay Clayton von einem langjährigen Mitarbeiter, dem Schlagzeuger Jerry Granelli begleitet; hinzu kamen der Pianist George Cables, der Bassist Anthony Cox und der Alt- und Sopransaxophonist Gary Bartz. Clayton interpretierte neben eigenen Vertonungen von zwei Gedichten von E. E. Cummings eine Reihe von Jazzstandards wie „I Wish I Knew“, „Lady Sings the Blues“, „You Taught My Heart to Sing“ und den Song „Young and Foolish“ (aus dem Musical Plain and Fancy, 1954), letzterer im Duett mit Cables.

## Titelliste
- Jay Clayton: Brooklyn 2000 (Sunnyside SSC 1096D)[1]

1. You Taught My Heart to Sing (McCoy Tyner, Sammy Cahn) 5:35
2. Lament for John Coltrane (Don Thompson) 12:55
3. Young and Foolish (Albert Hague, Arnold Horwitt) 5:43
4. Raga (Jerry Granelli) / Let It Go (Jay Clayton, E. E. Cummings) 7:15
5. I Told You So (George Cables, Janice Jarrett) 5:55
6. The Lady Sings the Blues (Alec Wilder, Bill Engvick) 5:23
7. I Wish I Knew (Harry Warren, Mack Gordon) 6:29
8. Three Free (Clayton, Cox, Granelli) / Random Mondays (Jay Clayton, E. E. Cummings) 11:13

## Rezeption

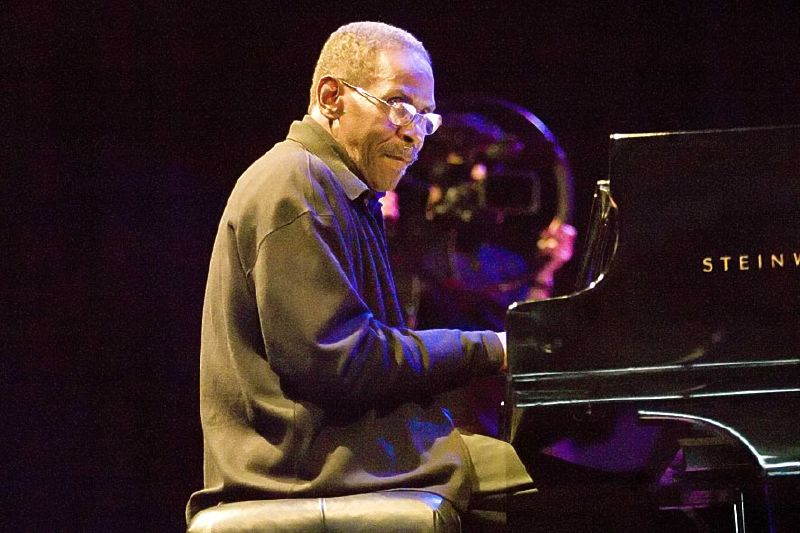
George Cables (2008)

David R. Adler verlieh dem Album in Allmusic drei Sterne und schrieb, die Besetzung mache Claytons modernistische Ziele deutlich. Ihre Stimme sei konventionell angenehm genug, um Klassiker wie „Young and Foolish“ und „I Wish I Knew“ zu liefern. Aber die kreative Breite ihres Instruments komme am besten in Don Thompsons stürmischem „Lament for John Coltrane“ sowie in zwei avantgardistischen Stücken zum Ausdruck, die von der Poesie von E. E. Cummings inspiriert sind.
Nach Ansicht von Dave Nathan, der das Album in All About Jazz rezensierte, schafft es Jay Claxton, seit Beginn ihrer Karriere im Jahr 1963 zwei Gesangsrollen erfolgreich miteinander zu vermischen: einen hochmoderne Avantgarde-Gesang, bei der ihre Stimme wirklich ein Instrument klinge – ein Instrument, dem man bisher noch nicht begegnet ist – und ein Mehr an konventioneller, aber nicht ganz konventioneller Interpretation wichtiger Werke aus dem Great American Songbook. Auf Brooklyn 2000 würde Clayton beide Seiten zeigen. Brooklyn 2000 sei ein weiteres anspruchsvolles klangliches Projekt einer [zu diesem Zeitpunkt] führenden Vertreterin der modernen Gesangsschule und sollte von Liebhabern des Genres nicht verpasst werden.